# 자동차 퓨즈

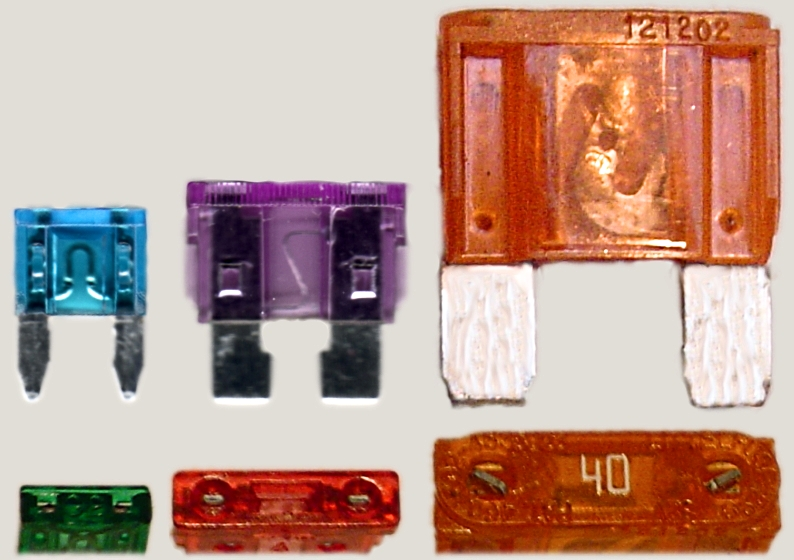
미니 / 레귤러 / 맥시 블레이드형 자동차 퓨즈, 측면 및 상단. 상단 금속 표면은 멀티미터 프로브를 사용하여 테스트할 수 있다.

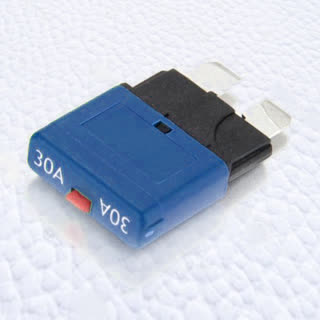
리셋 가능한 스위치가 있는 자동차 회로 차단기

자동차 퓨즈는 차량의 배선 및 전기 장비를 보호하는 데 사용되는 퓨즈 종류다. 일반적으로 32볼트 직류 이하 회로용으로 정격이 지정되지만, 일부 유형은 42볼트 전기 시스템용으로 정격이 지정된다. 비자동차 전기 제품에도 가끔 사용된다. 자동차 퓨즈는 일반적으로 차량 내부에 하나 이상의 퓨즈 박스(통합 전원 모듈(IPM)이라고도 함)에 보관되며, 일반적으로 엔진룸 한쪽 또는 스티어링 휠 근처 대시보드 아래에 있다. 그러나 일부 퓨즈 또는 회로 차단기는 캐빈 팬 또는 에어백 컨트롤러 근처와 같이 다른 곳에 배치될 수 있다. 또한 스위치를 사용하여 재설정할 수 있는 회로 차단기로도 존재한다.
차량이 꺼져 있을 때 차량에서 전류가 흐르는 것을 제어하는 시동 오프 드로(IOD) 퓨즈가 있을 수 있다. 차량이 몇 주 이상 꺼져 있을 때 이 퓨즈를 제거하면 배터리가 과도하게 방전되는 것을 방지할 수 있다.

## 블레이드형

블레이드형 퓨즈는 Micro2, Micro3, 로우 프로파일 (LP) 미니, 미니, 레귤러, 맥시의 여섯 가지 물리적 크기로 제공된다.

플라스틱 몸체와 소켓에 맞는 두 개의 프롱이 있는 블레이드 퓨즈(스페이드 또는 플러그인 퓨즈라고도 함)는 주로 자동차에 사용된다. 다른 일반적인 용도는 캠핑카와 요트 및 모터보트(일반적으로 소형 캐빈 크루저)와 같은 해양 응용 분야와 같이 비교적 간단하고 저전압 직류 전기 시스템을 갖춘 장비다.
각 퓨즈에는 상단에 정격 전류가 암페어 단위로 인쇄되어 있다.
이러한 유형의 퓨즈는 여섯 가지 물리적 치수로 제공된다.
- 마이크로2.
- 마이크로3.
- LP-미니(APS), 로우 프로파일 미니라고도 한다. 비공식적으로 "로우 프로파일 미니" 퓨즈는 미니보다 작다는 의미이기 때문에 "마이크로"라고 잘못 불리기도 하지만, 최근에는 마이크로라는 이름을 사용하는 퓨즈가 출시되었다.
- 미니(APM / ATM). 미니 퓨즈는 1990년대에 개발되었다.
- 레귤러(APR / ATC / ATO / ATS) 블레이드형 퓨즈는 표준이라고도 불리며, 1976년  Littelfuse[2]에 의해 모터 비클의 초저전압 용도로 ATO로 개발되었다. Bussmann은 동일한 ISO 8820-3 및 SAE J1284 표준을 준수하는 ATC[3]를 만든다. 시장의 신흥 기업인 OptiFuse는 동일한 표준을 충족하는 레귤러(APR / ATC / ATO) 퓨즈를 만든다.[4]
- 맥시(APX), 고하중용.

### 장착

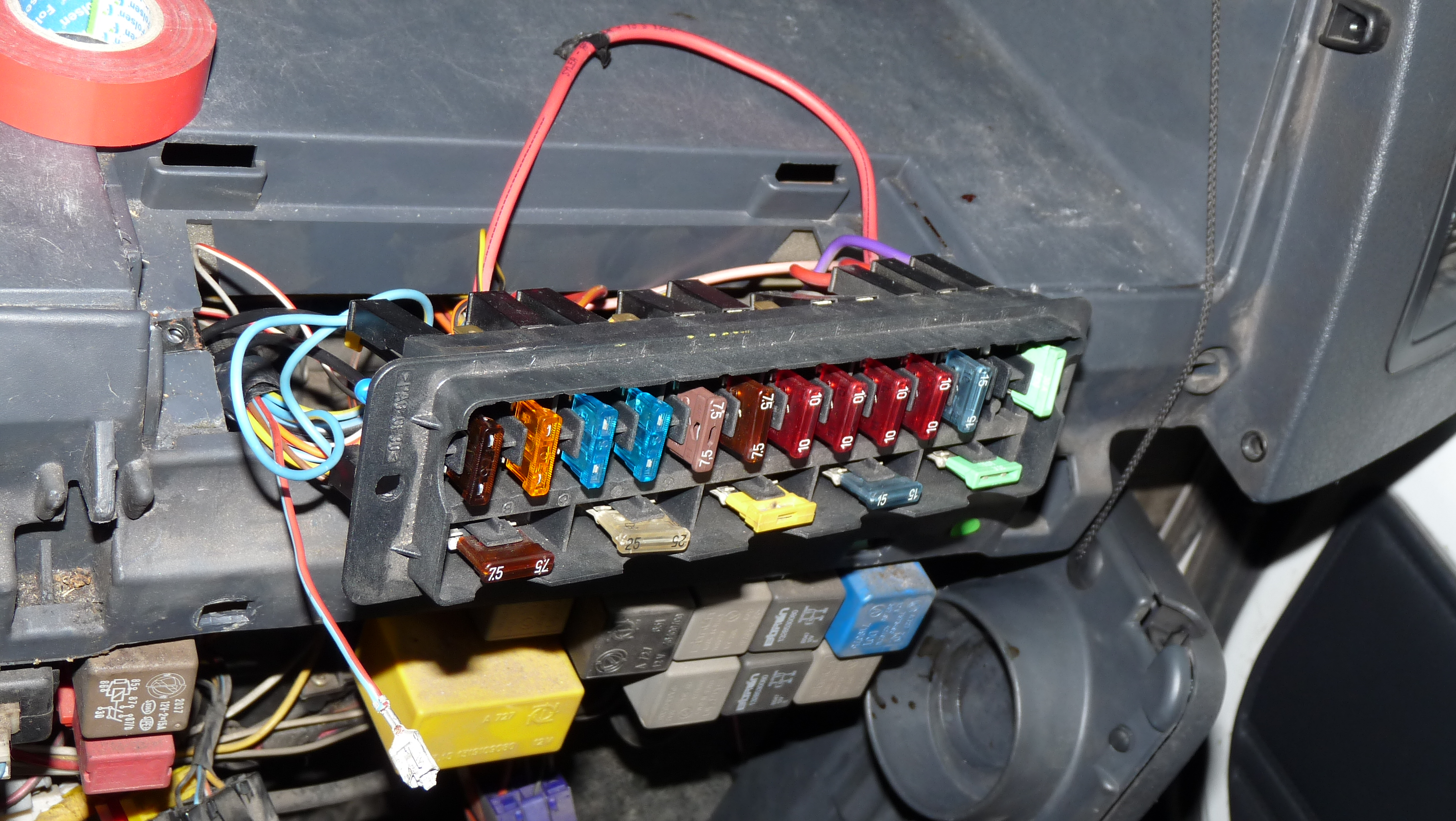
시트로엥 점퍼의 블레이드 퓨즈 홀더

블레이드형 퓨즈는 다음 위치에 장착할 수 있다.
- 퓨즈 블록 (도자기, 슬레이트 또는 기타 내화 재료로 제작)
- 인라인 퓨즈 홀더
- 듀얼 슬롯 퓨즈 홀더
- 퓨즈 클립.

### 크기 그룹
| 블레이드 크기           | 블레이드 그룹      | 크기 길이 × 폭 × 높이 | 일반 정격 (최대 전류)                               |
| ----------------------- | ------------------ | --------------------- | --------------------------------------------------- |
| 마이크로2               | APT, ATR           | 9.1 × 3.8 × 15.3 mm   | 5, 7.5, 10, 15, 20, 25, 30                          |
| 마이크로3               | ATL                | 14.4 × 4.2 × 18.1 mm  | 5, 7.5, 10, 15                                      |
| LP-미니 (로우 프로파일) | APS, ATT           | 10.9 × 3.81 × 8.73 mm | 2, 3, 4, 5, 7.5, 10, 15, 20, 25, 30                 |
| 미니                    | APM, ATM           | 10.9 × 3.6 × 16.3 mm  | 2, 3, 4, 5, 7.5, 10, 15, 20, 25, 30                 |
| 레귤러                  | APR, ATC, ATO, ATS | 19.1 × 5.1 × 18.5 mm  | 0.5, 1, 2, 3, 4, 5, 7.5, 10, 15, 20, 25, 30, 35, 40 |
| 맥시                    | APX                | 29.2 × 8.5 × 34.3 mm  | 20, 25, 30, 35, 40, 50, 60, 70, 80, 100, 120        |

공간이 허용하는 경우, 미니어처 회로 차단기는 동일한 퓨즈 홀더에 블레이드형 퓨즈를 대체하는 데 사용되기도 한다.
블레이드 퓨즈는 마이크로2, 마이크로3, 로우 프로파일 (LP) 미니, 미니, 레귤러 크기 퓨즈에 공통적인 색상 체계를 사용하며, 맥시 크기 퓨즈와 부분적으로 색상 유사성이 있다. 다음 표는 각 크기 그룹별로 일반적으로 사용 가능한 퓨즈를 보여준다.
| 색상         | 전류 정격 | 마이크로2 | 마이크로3 | LP 미니 | 미니 | 레귤러 | 맥시  |
| ------------ | --------- | --------- | --------- | ------- | ---- | ------ | ----- |
|  어두운 파랑 | 0.5 A     | No        | No        | No      | No   | Yes    | No    |
|  검정        | 1 A       | No        | No        | No      | No   | Yes    | No    |
|  회색        | 2 A       | No        | No        | Yes     | Yes  | Yes    | No    |
|  보라        | 3 A       | No        | No        | Yes     | Yes  | Yes    | No    |
|  분홍        | 4 A       | No        | No        | Yes     | Yes  | Yes    | No    |
|  황갈색      | 5 A       | Yes       | Yes       | Yes     | Yes  | Yes    | No    |
|  갈색        | 7.5 A     | Yes       | Yes       | Yes     | Yes  | Yes    | No    |
|  빨강        | 10 A      | Yes       | Yes       | Yes     | Yes  | Yes    | No    |
|  파랑        | 15 A      | Yes       | Yes       | Yes     | Yes  | Yes    | Yes   |
|  노랑        | 20 A      | Yes       | No        | Yes     | Yes  | Yes    | Yes   |
|  투명        | 25 A      | Yes       | No        | Yes     | Yes  | Yes    |  회색 |
|  초록        | 30 A      | Yes       | No        | Yes     | Yes  | Yes    | Yes   |
|  청록        | 35 A      | No        | No        | Yes     | Yes  | Yes    |  갈색 |
|  주황        | 40 A      | No        | No        | Yes     | Yes  | Yes    | Yes   |
|  빨강        | 50 A      | No        | No        | No      | No   | No     | Yes   |
|  파랑        | 60 A      | No        | No        | No      | No   | No     | Yes   |
|  황색/황갈색 | 70 A      | No        | No        | No      | No   | No     | Yes   |
|  투명        | 80 A      | No        | No        | No      | No   | No     | Yes   |
|  보라        | 100 A     | No        | No        | No      | No   | No     | Yes   |
|  자주        | 120 A     | No        | No        | No      | No   | No     | Yes   |

정격 0.5 A, 35 A, 40 A인 일반 퓨즈(ATO)는 DIN 표준에 언급되지 않았지만, Littelfuse 등 일부 제품에서 사용할 수 있다.

## 카트리지형
MCASE, MCASE+, JCASE, 로우 프로파일 JCASE를 포함한 여러 카트리지형 퓨즈가 자동차 응용 분야에 사용된다.

## 보쉬형

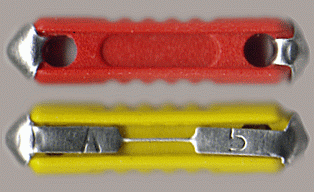
보쉬형 퓨즈(구형 자동차에 사용)

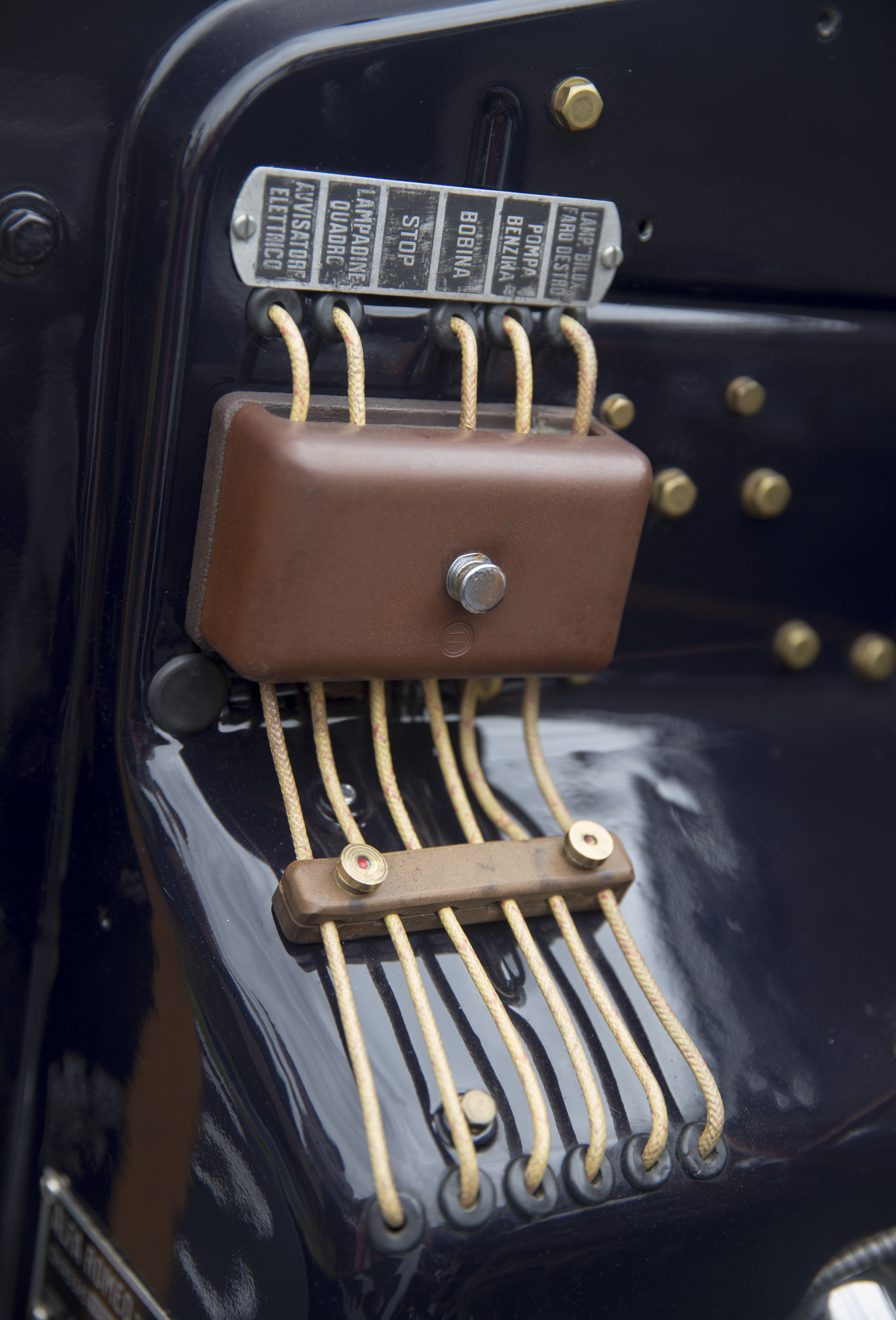
1933년 알파 로메오 6C 1750의 도자기 퓨즈용 보쉬 퓨즈 박스

보쉬형 퓨즈(세라믹, 도자기, 컨티넨탈, 토르페도, 유럽 또는 GBC형 퓨즈라고도 함)는 구형(주로 유럽) 자동차에 사용된다. 이 퓨즈의 물리적 치수는 원뿔형 끝을 가진 6×25mm다. 보쉬형 퓨즈는 일반적으로 정격 전류에 동일한 색상 코드를 사용한다. DIN 표준은 72581/1이다.

### 색상 코드
| 색상  | 전류 정격 |
| ----- | --------- |
|  노랑 | 5 A       |
|  하양 | 8 A       |
|  빨강 | 16 A      |
|  파랑 | 25 A      |
|  회색 | 40 A      |

## 루카스형
루카스형 퓨즈는 구형 영국산 또는 영국 조립 자동차에 사용된다. 루카스 세라믹형 퓨즈의 물리적 길이는 원뿔형 끝을 가진 1인치 또는 1.25인치다. 루카스 유리관 퓨즈는 직선형 끝을 가지고 있다. 루카스형 퓨즈는 일반적으로 정격 전류에 동일한 색상 코드를 사용한다. 루카스 퓨즈는 세 가지 정격을 가지고 있다. 즉, 연속 전류(운반하도록 설계된), 순간 퓨징 전류, 그리고 연속적으로 퓨징될 전류다. 루카스 퓨즈에 표시된 수치는 연속 퓨징 전류이며, 이는 시스템이 사용해야 하는 연속 암페어 정격의 두 배다. 이는 루카스 퓨즈를 비루카스 퓨즈로 교체할 때 혼란의 원인이 될 수 있다. 루카스 1/4인치 직경 유리관 퓨즈는 표준 미국 제품과 비교하여 길이가 다르다. 루카스 1/4인치 직경 유리관 퓨즈는 1 5⁄32 in (29 mm) 길이인 반면, 미국 표준 1/4인치 유리관 퓨즈는 1 1⁄4 in (32 mm)] 길이이다. 그러나 많은 루카스 퓨즈 홀더는 더 긴 미국 버전을 쉽게 설치할 수 있도록 허용한다.

### 색상 코드
| 색상             | 연속 암페어 (=정격 전류) | 순간 퓨징 암페어 | 연속 퓨징 암페어 |
| ---------------- | ------------------------ | ---------------- | ---------------- |
| 파랑             | 1.5                      | 3.5              | 3                |
| 노랑             | 2.25                     | 5                | 4.5              |
| 노랑 바탕에 빨강 | 2.5                      | 6                | 5                |
| 초록             | 3                        | 7                | 6                |
| 밤색             | 4                        | 10               | 8                |
| 초록 바탕에 빨강 | 5                        | 12               | 10               |
| 검정 바탕에 초록 | 5                        | 12               | 10               |
| 갈색 바탕에 빨강 | 6                        | 14               | 12               |
| 연갈색           | 7.5                      | 18               | 15               |
| 분홍             | 12.5                     | 30               | 25               |
| 하양             | 17.5                     | 40               | 35               |
| 노랑 바탕에 보라 | 25                       | 60               | 50               |
| 빨강 바탕에 노랑 | 30                       | 75               | 60               |

## 유리관형

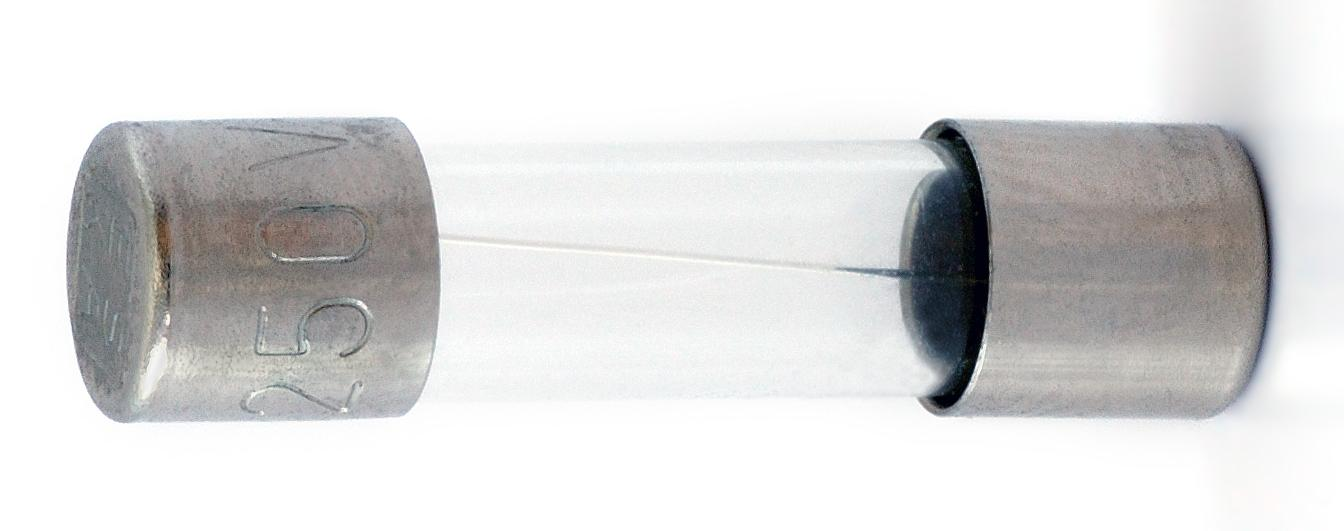
유리관형 퓨즈

적어도 1981년까지 북미에서 생산된 자동차는 32볼트 직류 및 4암페어에서 30암페어 전류 정격의 원통형 유리 카트리지 퓨즈로 전기 시스템이 보호되었다. 이 퓨즈는 차량의 퓨즈 패널에 심각하게 부적절하거나 안전하지 않은 퓨즈가 삽입되는 것을 방지하기 위해 Society of Fuse Engineers에 의해 설계되었기 때문에 "SFE" 퓨즈로 알려져 있다.
이러한 SFE 퓨즈는 모두 직경이 1⁄4 인치이며, 길이는 퓨즈의 정격에 따라 달라진다.
| SFE 명칭 | 정격 전류 (A) | 길이 인치 | 비고                   |
| -------- | ------------- | --------- | ---------------------- |
| SFE 4    | 4             | 5/8       | AGA 정격과 동일한 길이 |
| SFE 6    | 6             | 3/4       |                        |
| SFE 7.5  | 7.5           | 7/8       | AGW 정격과 동일한 길이 |
| SFE 9    | 9             | 7/8       | AGW 정격과 동일한 길이 |
| SFE 14   | 14            | 1 1/16    |                        |
| SFE 20   | 20            | 1 1/4     | AGC 정격과 동일한 길이 |
| SFE 30   | 30            | 1 7/16    |                        |

이들과 쉽게 혼동될 수 있는 여러 유사 퓨즈가 있다. 일반적으로 이러한 유형의 퓨즈에는 어떤 종류의 "AG" 라벨이 붙어 있는데, 이는 원래 "Automobile Glass" 또는 "All Glass"(출처마다 다름)의 약자였다. AG 시리즈 퓨즈는 125 VAC 또는 250 VAC용으로 정격이 지정되어 있지만, SFE 퓨즈는 32 V 교류 또는 직류까지만 정격이 지정되어 있으므로 120 또는 250 VAC에 연결된 회로에는 사용되지 않는다. 직경이 1/4인치인 퓨즈는 최소 7가지 종류가 있다. 나열된 퓨즈는 크기에 따라 가장 일반적이며, 항상 속단 퓨즈다.
- 1AG 크기, AGA 유형, 1 A ~ 30 A, 직경 1⁄4 인치 (6.4 mm) × 길이 5⁄8 인치 (15.9mm)[10]
- 2AG 크기, AGB 유형, 직경 0.177 in (4.5 mm) × 길이 0.588 in (14.9 mm) (자주 5mm 직경 × 15mm 길이 국제 크기 퓨즈(일명 5 x 15mm - 현재 더 쉽게 구할 수 있음)로 교체됨)[15]
- 3AG 크기, AGC 유형, 0.125 A ~ 50 A, 직경 1⁄4 인치 (6.4 mm) × 길이 1 1⁄4 인치 (32 mm)[16]
- 4AG 크기, AGS 유형, 직경 9⁄32 인치 (7.1 mm) × 길이 1 1⁄4 인치 (32 mm)[15]
- 5AG 크기, AGU 유형, 1 A ~ 60 A, 직경 13⁄32 인치 (10 mm) × 길이 1 1⁄2 인치 (38 mm).[10] "Midget fuses"라고도 한다.[16]
- 7AG 크기, AGW 유형, 1 A ~ 30 A, 직경 1⁄4 인치 (6.4 mm) × 길이 7⁄8 인치 (22 mm)[10]
- 8AG 크기, AGX 유형, 1 A ~ 30 A, 직경 1⁄4 인치 (6.4 mm) × 길이 1 인치 (25 mm)[16]
- 9AG 크기, AGY 유형, 50 A, 직경 1⁄4 인치 (6.4 mm) × 길이 1 7⁄16 인치 (37 mm)[10]
- UK 크기, UK 유형, 35 A ~ 50 A, 직경 1⁄4 인치 (6.4 mm) × 길이 1 1⁄4 인치 (32 mm)[10]

이러한 퓨즈와 다른 퓨즈는 교류 회로 및 직류 사용을 포함한 다양한 응용 분야에서 계속 제조되고 있다. 일부는 시간 지연, 느린 반응 또는 퓨즈 홀더가 없는 회로에 사용되는 단자용 리드를 가지고 있다. 많은 퓨즈의 치수 및 특성은 Society of Automotive Engineers에 의해 SAE J 554 표준으로 발표되었다.

## 리미터형
리미터 퓨즈 또는 퓨지블 링크는 10암페어 이상의 전류용 금속 스트립으로 구성된다. 전류 제한 퓨즈라고도 불리며, 퓨즈를 통과하는 전류가 퓨즈의 지정된 전류 제한 범위 내에 있을 때 녹는 내부 퓨즈 요소를 특징으로 한다. 퓨즈 요소가 녹으면서 높은 저항을 생성하여 퓨즈를 통해 흐르는 전류의 크기와 지속 시간을 줄여 전기 회로 및 연결된 장비를 보호한다. 이들은 종종 시동 배터리 퓨즈 박스 근처에서 사용된다. 지게차와 같은 전기차량에도 사용된다.

## 지시형 퓨즈
적어도 한 제조업체는 퓨즈 링크가 녹으면 불이 켜지는 내장 램프가 있는 퓨즈를 제공한다. 이는 끊어진 퓨즈를 신속하게 식별하는 데 도움이 된다.

## 같이 보기
- 자동차 부품 목록